# 薛绶宸
薛绶宸（1891年—1973年），男，直隶（今河北）新河人，中国教育工作者、政治人物，曾任黑龙江省政协副主席，第三届全国人大代表。